# Andsjön, Halland
Andsjön är en sjö i Laholms kommun i Halland och ingår i Lagans huvudavrinningsområde.